# Bisdom Kildare en Leighlin
Het bisdom Kildare en Leighlin (Latijn: Dioecesis Kildariensis vel Darensis et Leighliensis, Iers: Deoise Chill Dara agus Leithghlinne, Engels: Diocese of Kildare and Leighlin) is een Iers rooms-katholiek bisdom, dat grotendeels in het graafschap Carlow ligt, in het zuidoosten van Ierland. Daarnaast omvat het bisdom het grootste deel van Kildare en kleinere gedeeltes van Laois, Kildare, Kilkenny, Offaly, Wexford en Wicklow. Het bisdom ontstond in 1678 door de samenvoeging van Leighlin bij Kildare.

## Kathedraal

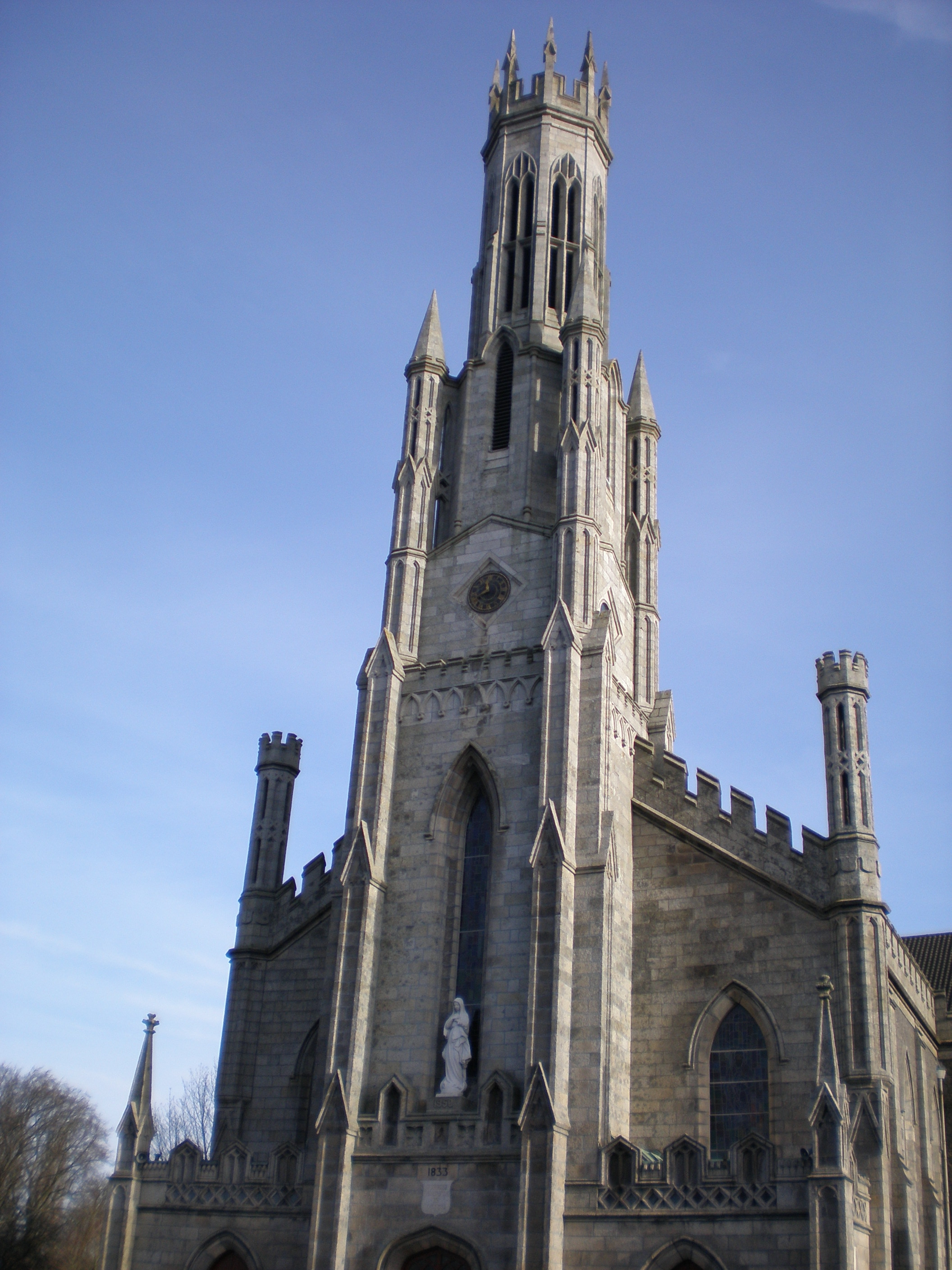
Kathedraal in Carlow

De kathedraal van het bisdom is toegewijd aan Maria Hemelvaart. De huidige kathedraal staat in Carlow en werd gebouwd tussen 1828 en 1833.